# 沙沙·高隆尼查
沙沙·高隆尼查（Saša Kolunija，1987年6月9日—），生于南斯拉夫，現效力哈马丹帕斯足球俱乐部。
高隆尼查在國內曾效力貝扎尼加，沃斯多瓦克和拉德尼基。

## 生涯
2009年，他加盟伊朗球會哈马丹帕斯足球俱乐部。